# Баттерфілд (Техас)
Баттерфілд (англ. Butterfield) — переписна місцевість (CDP) в США, в окрузі Ель-Пасо штату Техас. Населення — 100 осіб (2020).

## Географія
Баттерфілд розташований за координатами 31°50′33″ пн. ш. 106°4′56″ зх. д. / 31.84250° пн. ш. 106.08222° зх. д. (31.842565, -106.082215).  За даними Бюро перепису населення США в 2010 році переписна місцевість мала площу 8,40 км², уся площа — суходіл.

## Демографія
Згідно з переписом 2010 року, у переписній місцевості мешкало 114 осіб у 32 домогосподарствах у складі 26 родин. Густота населення становила 14 осіб/км².  Було 51 помешкання (6/км²).
Расовий склад населення:
| - 93,0 % — білих - 7,0 % — осіб інших рас |

До двох чи більше рас належало 0,0 %. Частка іспаномовних становила 93,0 % від усіх жителів.
За віковим діапазоном населення розподілялося таким чином: 35,1 % — особи молодші 18 років, 57,0 % — особи у віці 18—64 років, 7,9 % — особи у віці 65 років та старші. Медіана віку мешканця становила 31,0 року. На 100 осіб жіночої статі у переписній місцевості припадало 119,2 чоловіків;  на 100 жінок у віці від 18 років та старших — 105,6 чоловіків також старших 18 років.
За межею бідності перебувало 34,9 % осіб, у тому числі 25,0 % дітей у віці до 18 років та 0,0 % осіб у віці 65 років та старших.
Цивільне працевлаштоване населення становило 26 осіб. Основні галузі зайнятості: будівництво — 38,5 %, роздрібна торгівля — 19,2 %, науковці, спеціалісти, менеджери — 19,2 %.